# Любаты
Любаты — деревня в гмине Барухово Влоцлавского повета Куявско-Поморского воеводства в центральной части севера Польши.
Единственный населённый пункт одноимённого солецтва (солтыс — Збигнев Жаковецкий).
Численность населения деревни — 67 человек (31 декабря 2010).